# Ras al-Khaimah (emirat)
|  | Denne artikel omhandler emiratet Ras al-Khaimah. Artiklen om byen Ras al-Khaimah ligger under navnet Ras al-Khaimah (by) |
Emiratet Ras al-Khaimah (arabisk: إِمَارَة رَأْس ٱلْخَيْمَة; tr. Imārat Raʾs al-Ḫaima) er et af de syv emirater, der indgår i Forenede Arabiske Emirater. Det har et areal på 2.486 km2
og et befolkningstal på 241.000 (2009) indbyggere.
Emiratets største by og hovedstad hedder også Ras al-Khaimah. Det består af en nordlig del med kyst mod Den Persiske Golf (hvor byen Ras al-Khaimah og de fleste øvrige byer ligger) og en større indlandsk eksklave, samt nogle få mindre øer i Den Persiske Golf.
Emiratet styres enevældigt af sin emir som er sheik Saud bin Saqr al-Qasimi.
Til 1971 var Ras al Khaimah et britisk protektorat. Det indgik i Forenede Arabiske Emirater i 1972.